# Notocerus formidabilis
Notocerus formidabilis är en insektsart som beskrevs av Günther, K. 1974. Notocerus formidabilis ingår i släktet Notocerus och familjen torngräshoppor. Inga underarter finns listade i Catalogue of Life.